# Angelo Pennoni

Massimo Troisi in Ricomincio da tre

Angelo Pennoni (Gualdo Tadino, 15 maggio 1922 – Roma, 5 febbraio 1993) è stato un fotografo italiano.
È stato uno dei più grandi fotografi di scena del cinema italiano.
Ha lavorato sul set di innumerevoli film, conosciuto soprattutto per essere stato il fotografo di scena di molti film "storici" del cinema italiano tra cui Miracolo a Milano, di Vittorio De Sica e Accattone, di Pier Paolo Pasolini. Le sue foto sono state pubblicate in riviste di tutto il mondo e con molte di queste, considerate vere e proprie opere, sono state allestite numerose mostre dedicate. Una di queste è stata allestita nel 2006 presso il Museo di Roma in Trastevere per il film Accattone. Muore nel febbraio 1993 a Roma, subito dopo avere fotografato sul set di Diario di un vizio, di Marco Ferreri.

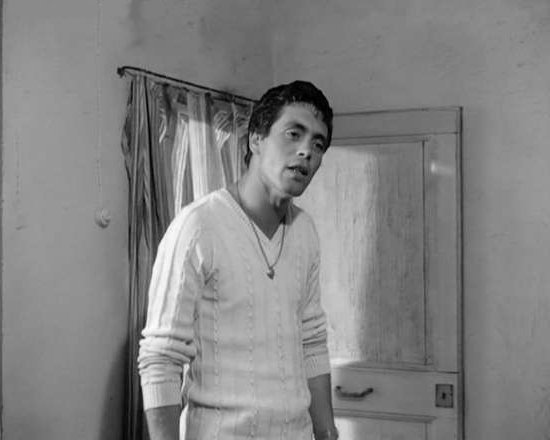
Franco Citti fotografato da
Angelo Pennoni sul set di Accattone

## Filmografia parziale

### Cinema
- Umberto D., regia di Vittorio De Sica (1952)
- La provinciale, regia di Mario Soldati (1953)
- Stazione Termini, regia di Vittorio De Sica (1953)
- Amore e chiacchiere, regia di Alessandro Blasetti (1958)
- Io, io, io... e gli altri, regia di Alessandro Blasetti (1966)
- Infanzia, vocazione e prime esperienze di Giacomo Casanova, veneziano, regia di Luigi Comencini (1969)
- Per grazia ricevuta, regia di Nino Manfredi (1971)
- Il fiore delle Mille e una notte, regia di Pier Paolo Pasolini (1974)
- Signore e signori, buonanotte, regia collettiva (1976)
- I due superpiedi quasi piatti, regia di E.B. Clucher (1977)
- In nome del Papa Re, regia di Luigi Magni (1977)
- L'isola degli uomini pesce, regia di Sergio Martino (1979)
- Temporale Rosy, regia di Mario Monicelli (1980)
- Arrivano i bersaglieri, regia di Luigi Magni (1980)
- Ricomincio da tre, regia di Massimo Troisi (1981)
- Storia di Piera, regia di Marco Ferreri (1983)
- State buoni se potete, regia di Luigi Magni (1983)

### Televisione
- Cuore, regia di Luigi Comencini - miniserie TV (1984)
- Il generale, regia di Luigi Magni - miniserie TV (1987)
- Lucky Luke - serie TV (1992)